# Dechtice
Dechtice (slowakisch 1927–1946 „Dehtice“; deutsch Dechtitz, ungarisch Dejte) ist eine Gemeinde im Westen der Slowakei, mit 1721 Einwohnern (Stand 31. Dezember 2024). Sie gehört zum Okres Trnava, einem Unterteil des Trnavský kraj.

## Geographie

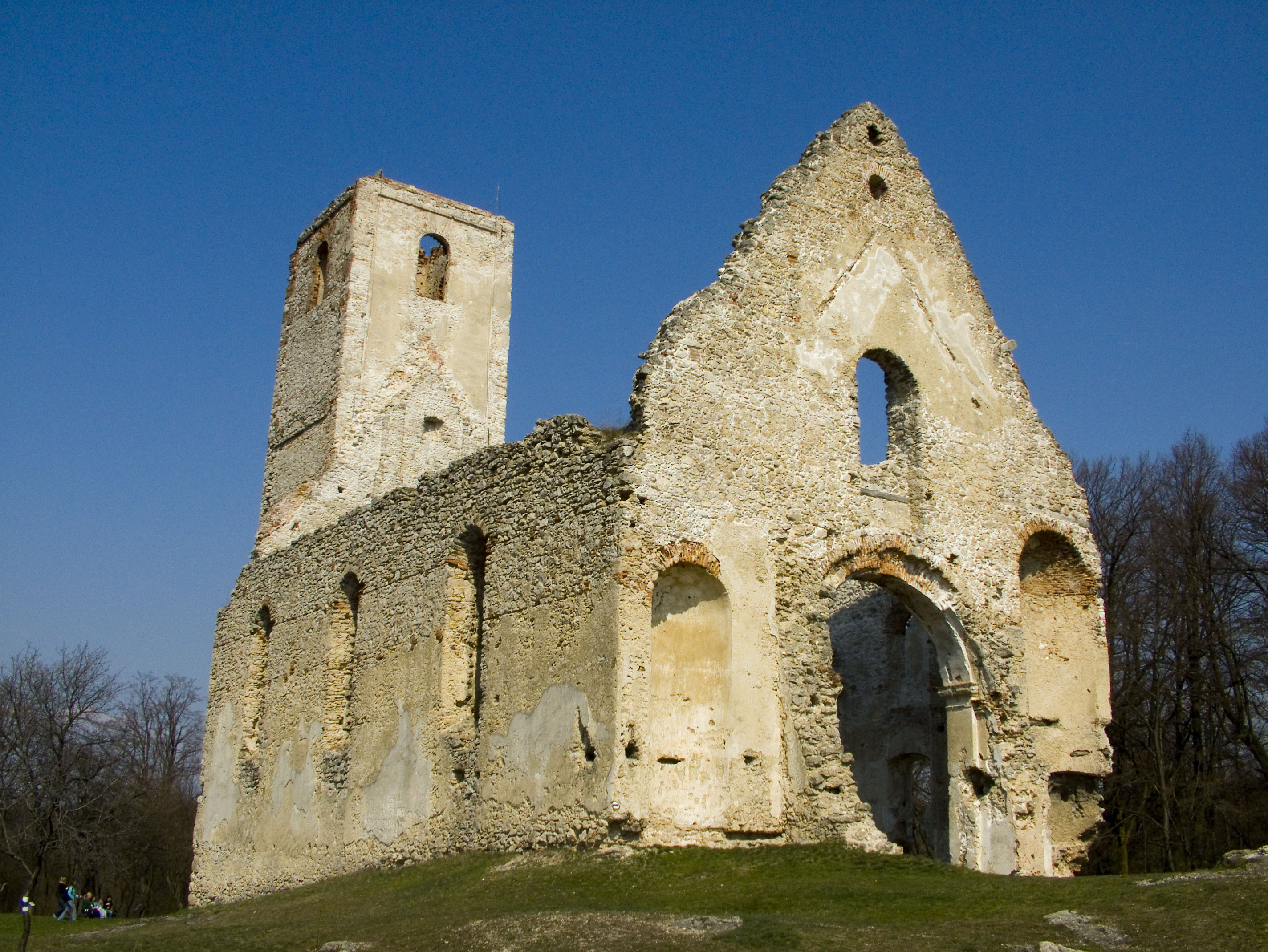
Ruinen der Franziskaner-Klosterkirche westlich des Ortes

Die Gemeinde liegt im Hügelland Trnavská pahorkatina (Teil des Donauhügellands) unterhalb der Kleinen Karpaten, am Flüsschen Blava. Das Ortszentrum liegt auf einer Höhe von 186 m n.m. Die Stadt Trnava liegt 20 Kilometer südlich.

## Geschichte
Der Ort wurde zum ersten Mal in einer Urkunde von 1258 als Degce schriftlich erwähnt und gehörte zum Herrschaftsgut der Burg Guttenstein (slowakisch hrad Dobrá Voda) und seit dem 16. Jahrhundert entwickelte er sich als ein Städtchen. Durch die Lage am Flüsschen Blava war der Ort zwischen zwei ungarischen Komitate aufgeteilt, mit dem größeren Teil im Komitat Pressburg und kleineren Teil im Komitat Neutra. 1828 sind 158 Häuser und 1100 Einwohner verzeichnet. Die Bevölkerung lebte von Landwirtschaft, Weinbau, Töpferei und Kannerei (ein Relikt der habanischer Ansiedlung).

## Bevölkerung
| Jahr:                | 1994. | 2004.   | 2014.   | 2024.   |
| -------------------- | ----- | ------- | ------- | ------- |
| Anzahl der Personen: | 1760  | 1796    | 1868    | 1721    |
| Unterschied:         |       | +2,04 % | +4,00 % | -7,86 % |

| Jahr:                | 2023. | 2024.   |
| -------------------- | ----- | ------- |
| Anzahl der Personen: | 1748  | 1721    |
| Unterschied:         |       | -1,54 % |

Ergebnisse der Volkszählung 2001 (1771 Einwohner):
| Nach Ethnie: - 98,98 % Slowaken - 0,45 % Tschechen - 0,11 % Ruthenen | Nach Religion: - 95,48 % römisch-katholisch - 2,37 % konfessionslos - 1,13 % keine Angaben |

## Sehenswürdigkeiten
- römisch-katholische Kirche der Allerheiligen aus dem Jahr 1172, die aus einer romanischen Rotunde hervorging. Der Turm wurde 1741 angebaut
- römisch-katholische Pfarrkirche St. Katharina, ursprünglich im 14. Jahrhundert gotisch erbaut, 1612 erweitert und barock umgestaltet
- Ruinen des Franziskaner-Klosters und zugleich Kirche St. Katharina (örtlich Katarínka) westlich des Ortes in den Kleinen Karpaten; 1618 gegründet vom Grafen Christoph Erdődy im Gedenken an die Erscheinung der Heiligen Katharina von Alexandria vor seinem Verwandten, dem Franziskaner János Apponyi, um 1617/18. 1786 wurde der Orden vom König Joseph II. aufgehoben, und seither ist das Gebäude verlassen.

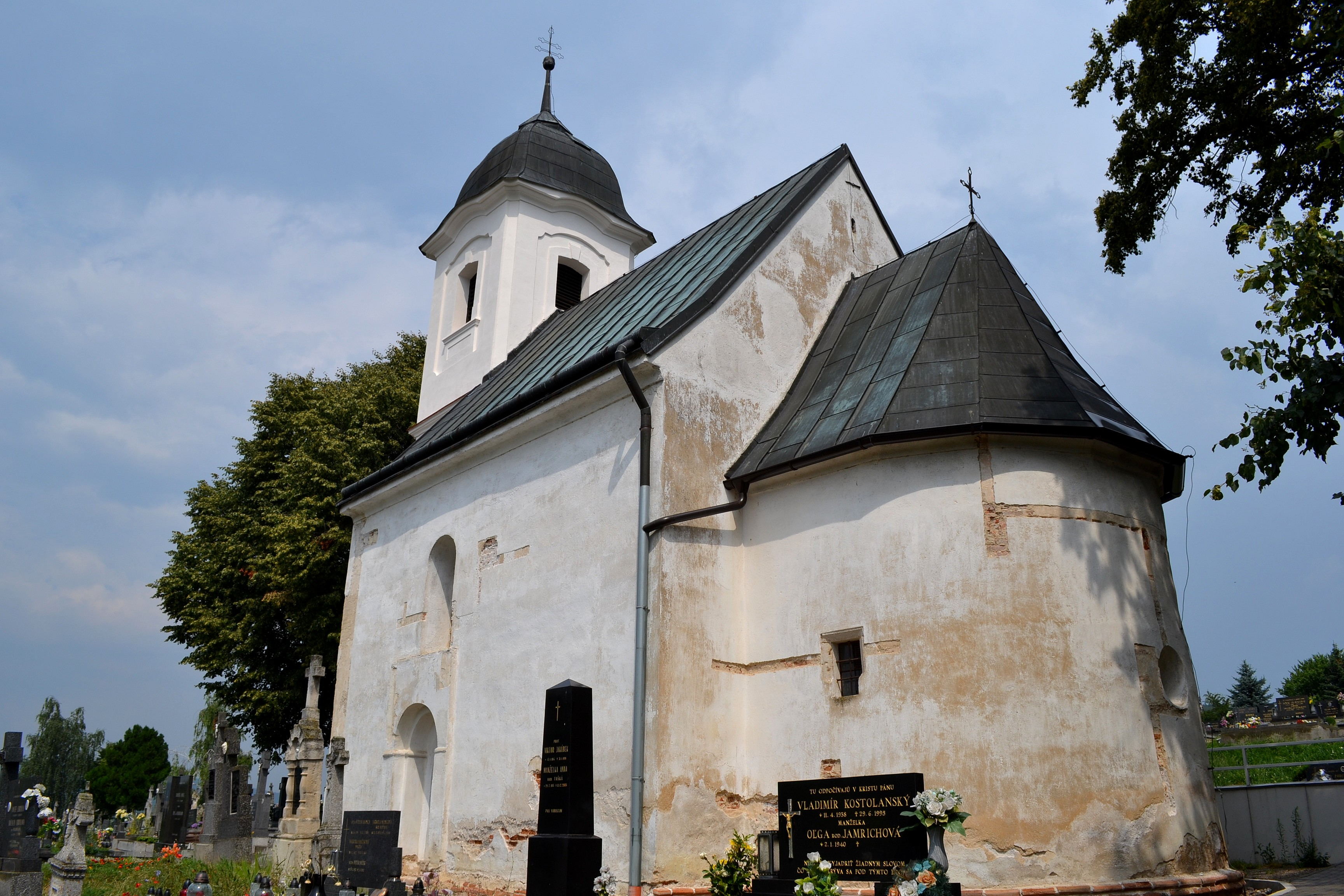
Allerheiligenkirche von 1172
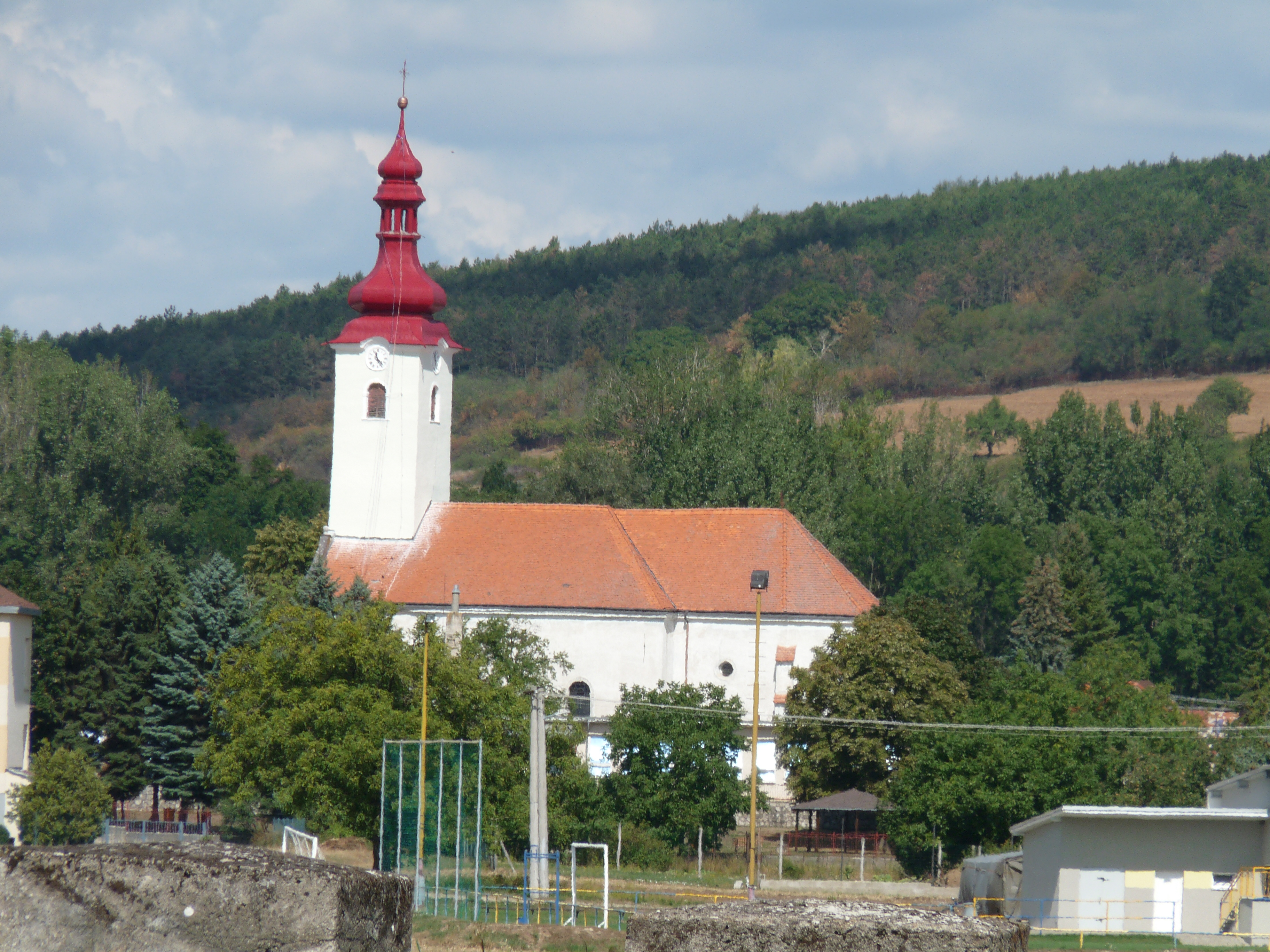
Pfarrkirche St. Katharina